# 丹鳳県
丹鳳県（たんほう-けん）は中華人民共和国陝西省商洛市に位置する県。

## 行政区画
- 街道:竜駒寨街道
- 鎮:庾嶺鎮、蔡川鎮、巒荘鎮、鉄峪鋪鎮、武関鎮、竹林関鎮、土門鎮、寺坪鎮、商鎮、棣花鎮、花瓶子鎮

## 出身者
- 賈平凹 - 小説家。